# Corematodus taeniatus
Corematodus taeniatus är en fiskart som beskrevs av Trewavas, 1935. Corematodus taeniatus ingår i släktet Corematodus och familjen Cichlidae. IUCN kategoriserar arten globalt som livskraftig. Inga underarter finns listade i Catalogue of Life.